# Paradise (песня)
«Paradise» (в переводе с англ. — «Рай») — второй сингл британской группы Coldplay из их пятого студийного альбома Mylo Xyloto. Вышел 12 сентября 2011 года на лейбле Parlophone.

## О песне
В 2010 году продюсеры реалити-шоу X Factor попросили Криса Мартина написать песню для победителя седьмого сезона. Песня «Paradise» изначально была написана именно с этой целью, но ударник Coldplay Уилл Чемпион настоял на том, чтобы песня была включена в готовящийся новый студийный альбом.
Премьера песни состоялась 12 сентября в 7:50 на шоу Криса Мойлса на радиостанции BBC Radio 1.
30 ноября песня была номинирована на «Грэмми» в номинации «Лучшее поп-исполнение дуэтом или группой». В 2012 году на церемонии MTV Video Awards клип на песню победил в номинации «Лучшее рок-видео».
В начале 2012 года сингл возглавил британский хит-парад, став вторым хитом номер один Coldplay в данном чарте (после «Viva la Vida» 2008 года).
Coldplay исполняли эту песню на церемонии закрытия XIV Летних Паралимпийских игр в 2012 году в Лондоне.

## Музыкальный видеоклип
Видеоклип на «Paradise» снял режиссёр Мэт Уайткросс, хотя до этого было объявлено, что снимать клип будет Хайп Уильямс. Группа обратилась к Уайткроссу всего за день до того, как сюжет клипа был окончательно доработан, и за считанные часы до того, как режиссёр должен был вылететь для съёмок в Южную Африку. Крис Мартин придумал сюжет, по которому клип был снят в виде документального фильма о природе. Необходимые для съёмок костюмы слонов и одноколёсный велосипед съёмочной группе пришлось искать в спешке. Клип был выпущен 19 октября 2011 года.
В клипе человек, одетый в костюм слона (Крис Мартин), сбегает из зоопарка (Paradise Wildlife Park в Броксбурне, Хартфордшир, Англия) и, сначала на угнанном велосипеде, а затем на метро прибывает в аэропорт Хитроу. Пробравшись на борт самолёта и спрятавшись в чемодане, он попадает в Кейптаун. Затем в клипе появляются городские виды Йоханнесбурга, в том числе мост Нельсона Манделы и железнодорожные пути Браамфонтейна. Танцуя перед прохожими, он собирает немного денег (67,05 рандов — примерно £5,34 или $8,40), идёт в магазин и покупает одноколёсный велосипед (на обычный не хватило денег). Далее персонаж едет на моноцикле по трассе, попутно безуспешно голосуя. Наконец, он прибывает в саванну, где встречает трёх таких же «слонов» (остальные участники Coldplay). Обрадовавшись встрече, все вместе они начинают играть на музыкальных инструментах и петь. Далее идут отрезки концертного видео, где Coldplay одеты в эти же костюмы (не полностью, а только головы и перчатки-«лапы»). Заканчивается видео четвёркой «слонов», бегущих по саванне в направлении к удаляющейся камере.
Съёмки клипа проходили в Лондоне, Кейптауне, Клейн-Карру в Западно-Капской провинции и Йоханнесбурге. Магазин велосипедов — это Woodstock Cycleworks в Вудстоке, Кейптаун. Врезка с концертным выступлением была взята из выступления группы 8 октября 2011 года на Соккер Сити в Насреке, Йоханнесбург, проходившего в рамках тура в поддержку альбома Mylo Xyloto. На концерте, после исполнения песни, участники группы надели головы и перчатки от костюмов, и изобразили исполнение последней части песни под звучание студийной записи.
Размещённый на официальном канале группы на YouTube видеоклип имеет более одного миллиарда просмотров.
Другой видеоклип на эту песню был снят арт-группой Shynola (они же — авторы клипа на песню «Strawberry Swing»). Это было первое видео, и было снято до появления идеи со слонами. Сюжетом этого клипа является жизнь маленькой девочки, вышедшей из тюрьмы.
Специальное видео было изготовлено к церемонии закрытия XIV Летних Паралимпийских игр в Лондоне в 2012 году и показывалось на церемонии во время перерывов между её частями. Видео содержит отрывки соревнований паралимпийцев.

## Списки композиций
| №  | Название                  | Длительность |
| -- | ------------------------- | ------------ |
| 1. | «Paradise» (Radio Edit)   | 4:20         |
| 2. | «Paradise» (Instrumental) | 4:38         |

| №  | Название   | Длительность |
| -- | ---------- | ------------ |
| 1. | «Paradise» | 4:38         |

| Чарт (2011—12)                           | Позиция |
| ---------------------------------------- | ------- |
| Австралия (ARIA)                         | 3       |
| Австрия (Ö3 Austria Top 40)              | 22      |
| Бельгия/Фландрия (Ultratop 50)           | 3       |
| Бельгия/Валлония (Ultratop 50)           | 3       |
| Billboard Brasil Hot 100                 | 13      |
| Hot Pop Songs                            | 2       |
| Канада (Billboard Canadian Hot 100)      | 13      |
| Чехия (Rádio — Top 100)                  | 1       |
| Дания (Tracklisten)                      | 5       |
| Финляндия (Suomen virallinen lista)      | 5       |
| Франция (SNEP)                           | 5       |
| Германия (GfK)                           | 12      |
| Greece Digital Songs (Billboard)         | 5       |
| Венгрия (Rádiós Top 40)                  | 7       |
| Ирландия (IRMA)                          | 2       |
| Израиль (Media Forest)                   | 2       |
| Италия (FIMI)                            | 2       |
| Япония (Billboard Japan Hot 100)         | 16      |
| Нидерланды (Dutch Top 40)                | 3       |
| Новая Зеландия (Recorded Music NZ)       | 3       |
| Норвегия (VG-lista)                      | 1       |
| South Korea International Singles (Gaon) | 84      |
| Испания (PROMUSICAE)                     | 5       |
| Швейцария (Schweizer Hitparade)          | 4       |
| Великобритания (OCC UK Singles)          | 1       |
| США (Billboard Hot 100)                  | 15      |
| США (Billboard Adult Contemporary)       | 27      |
| США (Billboard Adult Pop Airplay)        | 5       |
| США (Billboard Alternative Airplay)      | 1       |
| США (Billboard Dance Club Songs)         | 7       |
| США (Billboard Pop Airplay)              | 35      |
| Rock Songs (Billboard)                   | 3       |

| Чарт (2011)             | Позиция |
| ----------------------- | ------- |
| ARIA                    | 54      |
| Ultratop Flanders       | 47      |
| Ultratop Wallonia       | 72      |
| Hungarian Airplay Chart | 85      |
| Mega Single Top 100     | 25      |
| RIANZ                   | 32      |
| PROMUSICAE              | 43      |
| Schweizer Hitparade     | 34      |

| Чарт (2012)       | Позиция |
| ----------------- | ------- |
| Rádiós Top 40     | 52      |
| Media Forest      | 11      |
| UK Singles Chart  | 45      |
| Billboard Hot 100 | 69      |

| Страна                | Сертификация  | Продажи     |
| --------------------- | ------------- | ----------- |
| Австралия (ARIA)      | 6× Платиновый | 420,000 +   |
| Бельгия (BEA)         | Золотой       | 15,000 +    |
| Канада (Music Canada) | 3× Платиновый | 240,000 +   |
| Дания (IFPI Denmark)  | Платиновый    | 30,000 +    |
| Франция (SNEP)        | Золотой       | 150,000 +   |
| Германия (BVMI)       | Золотой       | 150,000 +   |
| Италия (FIMI)         | 2× Платиновый | 60,000 +    |
| Мексика (AMPROFON)    | Платиновый    | 60,000 +    |
| Новая Зеландия (RMNZ) | 2× Платиновый | 30,000 +    |
| Великобритания (BPI)  | Платиновый    | 600,000 +   |
| США (RIAA)            | Платиновый    | 1,000,000 + |

## Кавер-версии
В январе 2012 года дуэтом The Piano Guys при участии британского певца нигерийского происхождения Алекса Бойе записывается видеоролик/кавер-версия песни в стиле нью-эйдж под названием «Peponi» (в пер. с суахили — «Рай»).